# 이유빈
이유빈(李有彬, 2001년 4월 23일~)은 대한민국의 쇼트트랙 선수이다. 2018년 동계 올림픽에서 우승한 대한민국 여자 계주팀의 일원이며, 2022년 동계 올림픽에서는 여자 계주 은메달을 획득했다.

## 생애
경기도 부천시에서 태어났다. 오빠인 이준서도 쇼트트랙 선수이며, 상미초등학교 3학년 때 오빠를 따라 쇼트트랙을 시작했다. 초등학교 5학년때인 2012년에 대한민국 유소년 쇼트트랙 대회인 꿈나무 대회에서 종합 우승을 하는 등 두각을 드러냈으며, 2013년에 성남시의 불정초등학교로 전학을 갔다. 이후 서현중학교와 서현고등학교를 졸업하고 연세대학교 스포츠응용산업학과에 재학 중이다.
서현중학교 재학 시절인 2016년 1월 불가리아 소피아에서 열린 2016년 세계 주니어 선수권 대회에 대한민국 주니어 국가대표로 참가하며 처음으로 국제 대회에 출전했다. 1000m에서 3위, 500m와 1500m 슈퍼파이널에서 2위를 하며, 중화인민공화국의 취춘위와 네덜란드의 쉬자너 스휠팅의 뒤를 이어 개인종합 3위에 올랐다. 박정현, 이수연, 윤정민과 함께 출전한 3000m 계주에서는 중국팀의 뒤를 이어 은메달을 획득했다. 이듬해인 2017년 1월에도 주니어 국가대표로 발탁되어 오스트리아 인스브루크에서 열린 2017년 세계 주니어 선수권 대회에 참가했다. 이 대회에서 500m, 1000m, 1500m 슈퍼파이널 종목을 우승하며 대표팀 동료인 서휘민과 러시아의 소피야 프로스비르노바를 누르고 개인종합 1위를 달성했다. 3000m 계주에서는 서휘민과 한수림, 김채현과 함께 출전했으나 예선 3조에서 캐나다와 카자흐스탄에게 밀려 탈락했다.
같은 해 4월에 국가대표 선발전을 전체 4위로 통과하며 국가대표 자격을 얻었으며, 10월에 네덜란드 도르드레흐트에서 열린 2017–18 월드컵 2차 대회에서 첫 성인 국제 경기를 가졌다. 1000m 종목에 출전한 이유빈은 대표팀 동료인 심석희와 네덜란드의 스휠팅의 뒤를 이어 3위를 하며 첫 월드컵 출전 경기에서 메달을 획득했다. 상하이에서 열린 3차 월드컵에서는 1000m와 계주 종목에 출전했으며, 1000m 종목에서는 캐나다의 킴 부탱, 마리안 생젤레, 이탈리아의 아리안나 폰타나의 뒤를 이어 4위를 했다. 계주에서는 심석희, 김예진, 최민정과 함께 출전하여 중국과 이탈리아팀을 누르고 1위를 하며 자신의 첫 월드컵 금메달을 획득했다. 해당 시즌 월드컵은 1000m에서 11520점을 취득하여 전체 6위에 오르며 마무리했다.
2018년 2월 평창에서 열린 2018년 동계 올림픽에서는 계주 대표팀으로 참가하였으며, 심석희, 최민정, 김예진과 출전한 계주 준결승에서 23바퀴를 남긴 채 코너링을 돌다가 넘어졌다. 이 때 넘어지면서 손을 뻗으며 동료 선수인 최민정과 교체 터치를 한 것이 화제가 되기도 했다. 대한민국팀은 4분 06.387초의 기록으로 올림픽 기록을 갱신하며 조 1위로 결승에 진출했으며, 대한민국이 이탈리아와 중국을 제치고 우승을 차지한 결승에서는 김아랑이 대신 출전했으며, 자신의 첫 올림픽 금메달을 획득했다. 올림픽 이후 3월에는 캐나다 몬트리올에서 열린 2018년 세계 선수권 대회에서도 계주 준결승에만 출전했으며, 대한민국은 캐나다와 러시아를 제치고 결승에 진출했다. 이후 대한민국팀이 결승에서 네덜란드와 캐나다를 제치며 우승하면서 이유빈도 세계 선수권 대회 금메달을 획득했다.
2019-20 시즌에 국가대표 선발전에서 종합 7위를 하며 다시 국가대표로 발탁되었고, 세계 주니어 선수권 대회 출전권을 획득했다. 그러나 2019–20 월드컵 5, 6차 대회에 출전하기로 한 김아랑이 건강 문제로 출전을 포기하자 세계 주니어 선수권 대회 출전권을 김길리와 전유빈에게 양도하고 대신 참가하였다. 2020년 2월 독일 드레스덴에서 열린 5차 월드컵에서는 500m에서는 예선 탈락, 1000m에서는 결승까지 올랐으나 러시아의 프로스비르노바와 충돌하며 페널티를 받아 실격되었다. 이 경기에서의 충돌로 인해 5차 대회 나머지 일정에는 불참했다. 도르드레흐트에서 열린 6차 월드컵에서는 혼성 계주 준결승에 출전하였고, 1000m에서 중국의 장추퉁과 폴란드의 나탈리아 말리셰프스카를 누르며 자신의 첫 월드컵 개인전 금메달을 획득했다. 500m에서는 순위 결정 경기인 파이널 B에서 2위를 하며 최종 7위에 올랐다. 해당 시즌 월드컵 1000m 전체 순위는 10위를 기록했다.
2021년 10월 심석희를 대한빙상경기연맹의 징계를 받자 차순위였던 자신이 국제 대회 개인전 국가대표 자격을 얻었다. 2021–22 월드컵 1차 대회인 베이징 대회에서는 1500m 경기에서 김지유와 최민정과 함께 결승전에 진출했으며, 캐나다의 코트니 사로와 미국의 크리스틴 샌토스를 제치고 금메달을 획득했다. 500m와 1500m 종목에도 출전했으나 500m 종목에서는 예선 탈락했으며, 1500m에서는 준준결승전에서 미국의 마메 바이니와 충돌하여 넘어지는 바람에 탈락했다. 일본 나고야에서 열린 2차 대회에서는 1500m 종목에서는 결승전에서 6위로 경기를 마쳤고, 1000m에서는 준결승에서 5위를 기록하고 파이널 B에서 1위에 오르며 최종 6위에 올랐다. 헝가리 데브레첸에서 열린 3차 월드컵에서는 1500m에서 네덜란드의 스휠팅의 뒤를 이어 은메달을 획득했으며, 1000m에서는 준결승까지 올랐다. 이후 시즌 마지막 월드컵인 도르드레흐트에서 열린 4차 월드컵에서는 1500m에서 사로와 스휠팅을 제치며 금메달을 획득했다. 계주에서는 최민정, 김아랑, 서휘민과 함께 출전하여 네덜란드와 캐나다의 뒤를 이어 3위를 기록했으나 서휘민의 반칙 페널티가 선언되며 실격되었다.
2022년 2월 베이징에서 열린 2022년 동계 올림픽에 참가하였으며, 처음으로 올림픽 개인전에 출전했다. 500m에서는 예선 7조에 배속되었으나 네덜란드의 크산드라 펠제부르, 중국의 취춘위, 일본의 기쿠치 스미레에게 밀려 조 최하위로 경기를 마치며 준준결승 진출에 실패했다. 혼성 계주 준결승에서는 최민정, 박장혁, 황대헌과 함께 2번 주자로 참가했으나 박장혁이 넘어지는 바람에 중국과 이탈리아에 밀려 3위를 하며 결승 진출에 실패했다. 1000m에서는 예선 5조에 배속되었으며, 선두로 달리던 캐나다의 부탱이 결승전 통과 직전에 넘어져 미국의 바이니의 뒤를 이어 조 2위로 준준결승에 진출했다. 이후 준준결승 2조 1위로 1000m 준결승에 진출했으나 준결승에서는 1조 3위로 결승에 오르지 못했다. 1000m 파이널 B에서는 펠제부르의 뒤를 이어 2위로 경기를 마쳤으며, 결승에서 이탈리아의 폰타나가 실격되며 최종 6위를 기록했다. 1500m에서는 준준결승 5조 2위, 준결승 1조 1위를 기록하며 결승에 진출했고, 결승에서는 6위를 기록했다. 계주 종목에서는 김아랑, 서휘민, 최민정과 함께 출전하여 스휠팅이 이끄는 네덜란드팀의 뒤를 이어 은메달을 획득했다.

## 출신 학교
- 상미초등학교→불정초등학교
- 서현중학교
- 서현고등학교
- 연세대학교

## 같이 보기
- 심석희
- 최민정
- 김아랑
- 김예진
- 김지유
- 서휘민

## 예능
- 2022년 3월 JTBC 《아는 형님》 (With 곽윤기, 김아랑)